# Fiat Idea
Fiat Idea (type 350) var en MPV fra Fiat. Bilen er baseret på anden generation af Fiat Punto, og blev introduceret i Italien i 2003. Et år senere blev den tilgængelig i andre europæiske lande. Fra 2005 til 2012 blev den også bygget i Brasilien. På mange markeder, heriblandt Danmark og Tyskland, stoppede salget af Idea på grund af den bedre udstyrede søstermodel Lancia Musa. Modellen blev i 2012 afløst af Fiat 500L.

## Tekniske specifikationer
Idea findes med følgende motoralternativer:
| Model                           | Slagvolume cm³ | Max. effekt kW (hk) / omdr. | Max. drejningsmoment Nm / omdr. | 0-100 km/t sek. | Topfart km/t | Byggeår     |
| ------------------------------- | -------------- | --------------------------- | ------------------------------- | --------------- | ------------ | ----------- |
| Benzinmotorer                   |                |                             |                                 |                 |              |             |
| 1.2 16V                         | 1242           | 59 (80) / 5000              | 114 / 4000                      | 13,5            | 163          | 2003 − 2012 |
| 1.4 8V                          | 1368           | 57 (77) / 6000              | 115 / 3000                      | 13,5            | 163          | 2006 − 2012 |
| 1.4 16V                         | 1368           | 70 (95) / 5800              | 128 / 4500                      | 11,5            | 175          | 2003 − 2012 |
| Dieselmotorer                   |                |                             |                                 |                 |              |             |
| 1.3 Multijet 16V                | 1248           | 51 (70) / 4000              | 180 / 1750                      | 15,4            | 159          | 2003 − 2012 |
| 1.3 Multijet 16V                | 1248           | 66 (90) / 4000              | 200 / 1750                      | 12,5            | 173          | 2003 − 2012 |
| 1.3 Multijet 16V Start&Stop DPF | 1248           | 68 (92) / 4000              | 200 / 1500                      | 12,5            | 173          | 2010 − 2012 |
| 1.6 Multijet 16V DPF            | 1598           | 88 (120) / 3500             | 300 / 1500                      | 9,9             | 190          | 2008 − 2012 |
| 1.9 Multijet 8V                 | 1910           | 74 (101) / 4000             | 260 / 1750                      | 11,5            | 179          | 2004 − 2008 |

## Sikkerhed
Idea blev i 2006 kollisionstestet af Euro NCAP med et resultat på fire stjerner ud af fem mulige.